# Avoid Bay Islands Conservation Park
Avoid Bay Islands Conservation Park är en park i Australien. Den ligger i delstaten South Australia, omkring 300 kilometer väster om delstatshuvudstaden Adelaide.
Trakten runt Avoid Bay Islands Conservation Park är nära nog obefolkad, med mindre än två invånare per kvadratkilometer.. Närmaste större samhälle är Wangary, omkring 19 kilometer öster om Avoid Bay Islands Conservation Park. 
Genomsnittlig årsnederbörd är 579 millimeter. Den regnigaste månaden är juni, med i genomsnitt 131 mm nederbörd, och den torraste är januari, med 16 mm nederbörd.